# Neolimnomyia natalica
Neolimnomyia natalica är en tvåvingeart som först beskrevs av Alexander 1956.  Neolimnomyia natalica ingår i släktet Neolimnomyia och familjen småharkrankar. Inga underarter finns listade i Catalogue of Life.